# Stenopsyche khasia
Stenopsyche khasia är en nattsländeart som beskrevs av Douglas E. Kimmins 1958. Stenopsyche khasia ingår i släktet Stenopsyche och familjen Stenopsychidae. Inga underarter finns listade i Catalogue of Life.